# Église Saint-Jean-Baptiste de Saint-Zacharie
L'église Saint-Jean-Baptiste, église du XIe - XIIIe siècle, est située au village de Saint-Zacharie. Elle a été inscrite au titre des monuments historiques en 1988.

## Présentation
L'église, dont la première partie date du XIe siècle avec des ajouts successifs jusqu’au XVIIe siècle, est inscrite sur la liste des monuments historiques, tout comme la chapelle des Pénitents construite en 1844, bâtie à l’extrémité est de la place et séparée de l’église par la sacristie, le presbytère et une maison particulière.
Certaines parties de cette construction ont été réemployées. La façade principale présente 3 portes, celle du milieu est monumentale. Le clocher, de plan carré, a été construit en 1633. L'ensemble constitué par cette église, le presbytère et la chapelle des Pénitents, également protégée, est particulièrement homogène. Cette église est en partie construite avec les ruines de l'ancienne église.

## Galerie

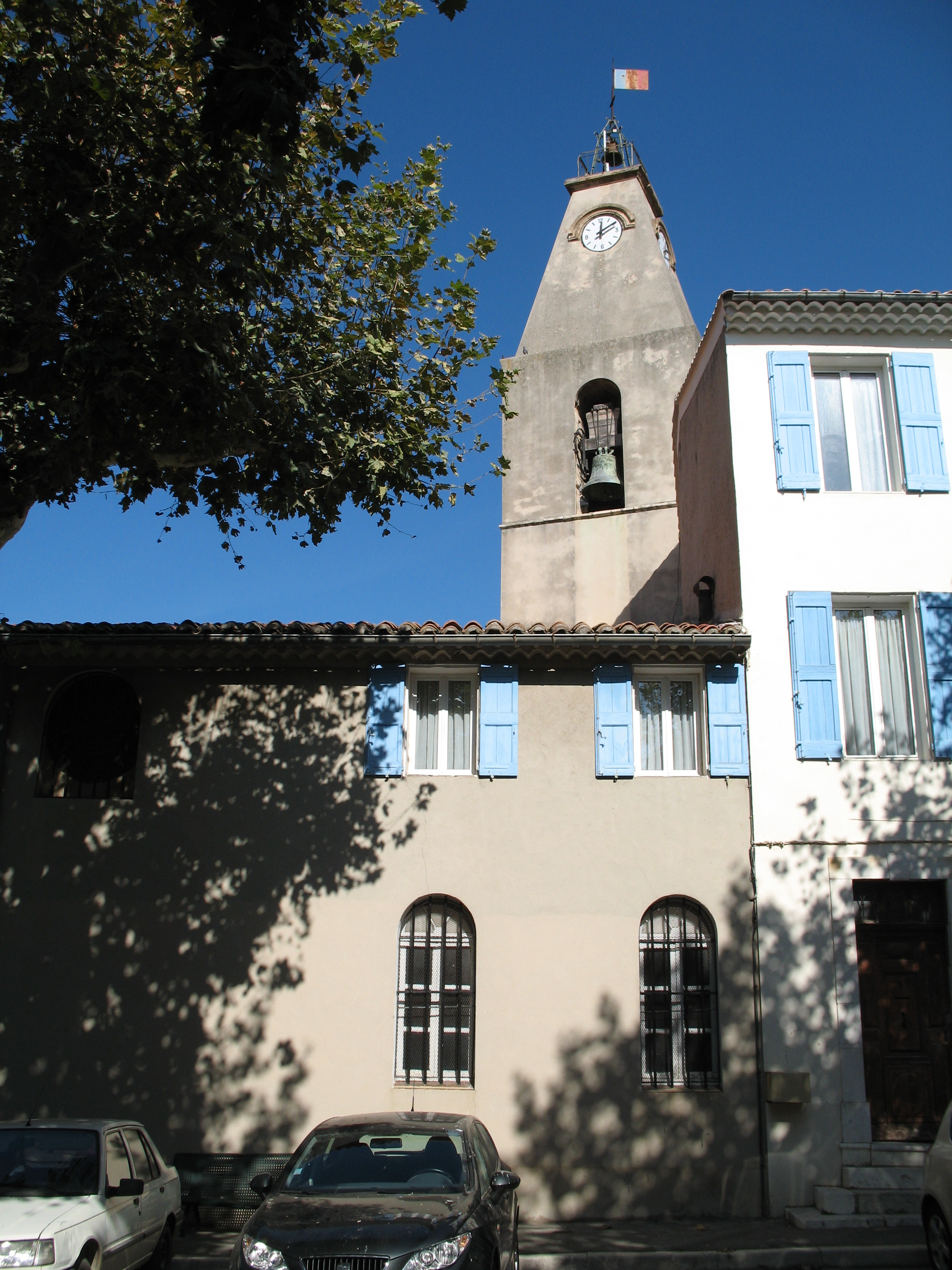
Le clocher de l'église
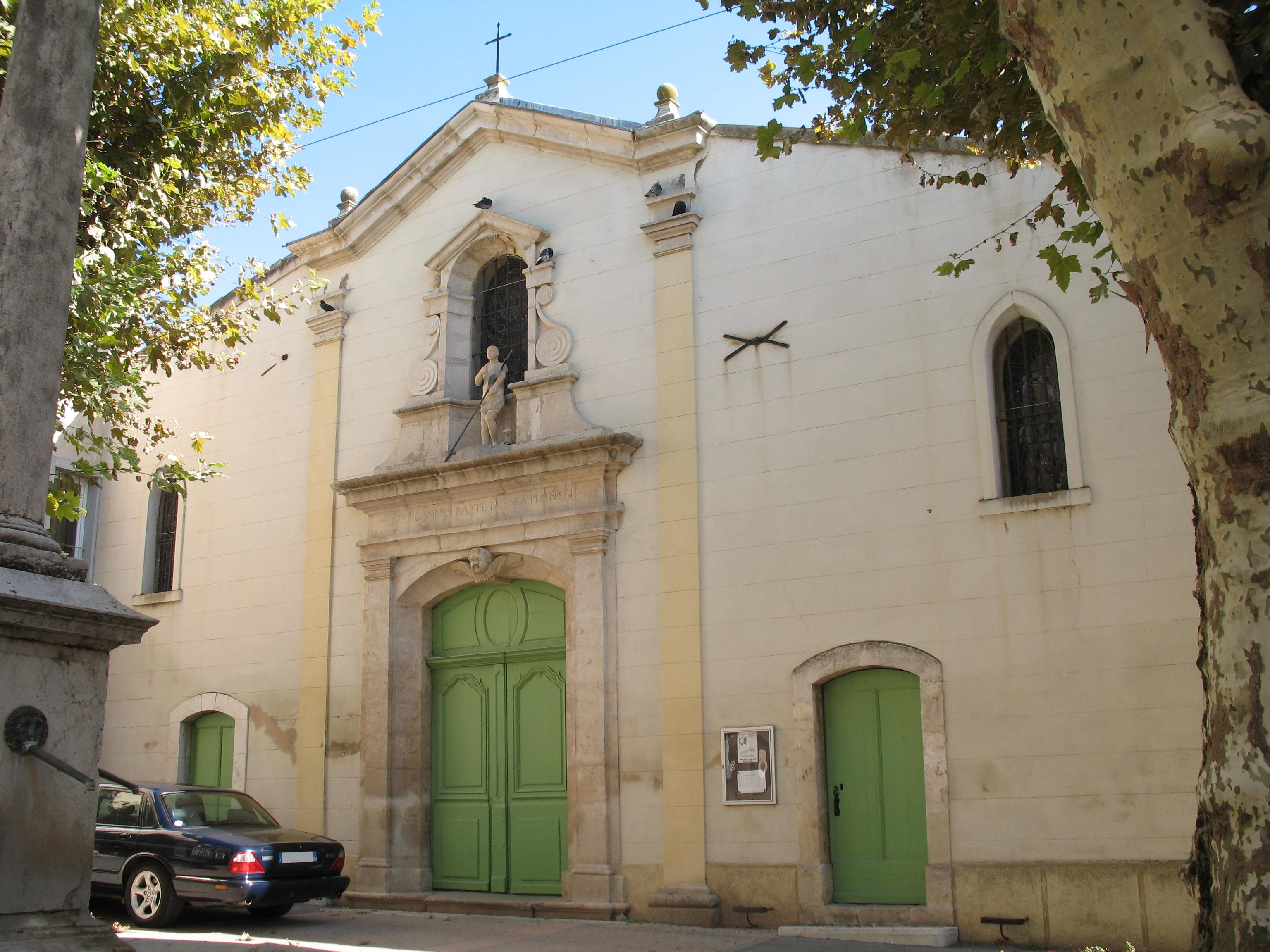
L'église vue de face
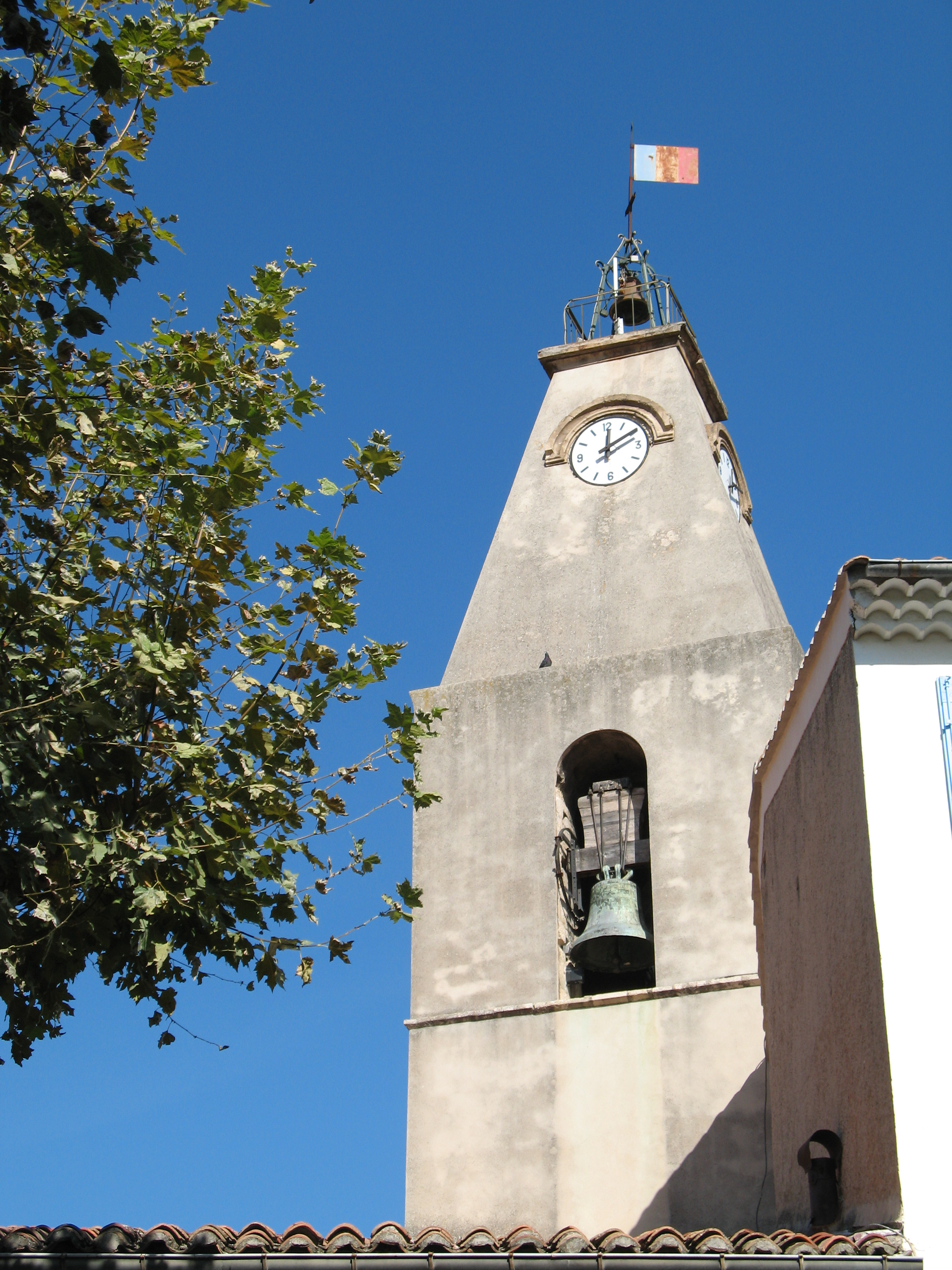
Une autre vue du clocher